# Der Fänger im Roggen

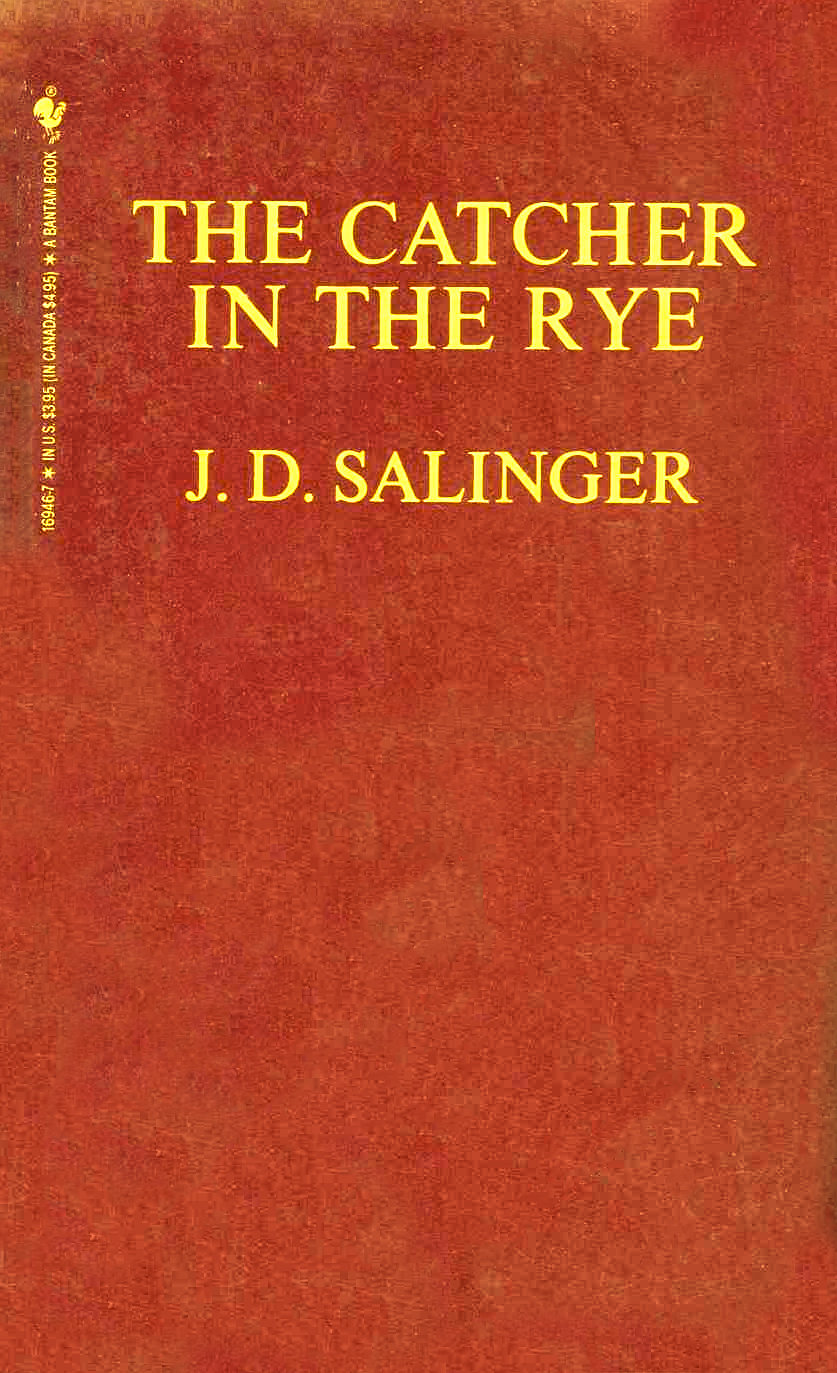
Englisches Titelbild

Der Fänger im Roggen (Originaltitel: The Catcher in the Rye) ist ein 1951 erschienener und weltweit erfolgreicher Roman des amerikanischen Schriftstellers J. D. Salinger. Darin erzählt der 17-jährige Holden Caulfield rückblickend von drei Tagen seines sich zuspitzenden Lebens, als er 16 Jahre alt war. Das Buch, das als einer der bedeutendsten Vorläufer der amerikanischen Young-adult fiction gilt, machte Salinger weltberühmt. Es blieb sein einziger veröffentlichter Roman.

## Titel
Der Titel des Romans geht zurück auf das Gedicht Comin’ Through the Rye (1782) des schottischen Lyrikers Robert Burns, das zu einem bekannten Kinderlied wurde. Den Text seines Refrains „Gin a body meet a body, comin’ through the rye“ (dt. „Falls jemand jemanden trifft, der durch den Roggen geht“) missversteht Salingers Protagonist Holden Caulfield als „Gin a body catch a body, comin’ through the rye“ (dt. „Falls jemand jemanden fängt, der durch den Roggen geht“). Er stellt sich dabei vor, er stehe am Rande einer steilen Klippe in einem Roggenfeld und bewahre die ahnungslos darin spielenden Kinder davor, in den Abgrund zu stürzen.

## Inhalt
Ich-Erzähler des Romans ist der sechzehnjährige Holden Caulfield, der sich zur Zeit seiner Aufzeichnungen zur Erholung und psychiatrischen Behandlung in einem Sanatorium befindet und Rückschau hält auf „diesen Irrsinnskram, der mir so um letztes Weihnachten passiert ist“.
Der Roman handelt davon, wie Holden Caulfield nach einem Schulverweis wegen schlechter Leistungen kurz vor Beginn der Weihnachtsferien die Schule vorzeitig verlässt, um dem oberflächlichen, selbstdarstellerischen Verhalten seiner Kameraden und der Schulgesellschaft zu entfliehen. Er traut sich aus Angst vor der Reaktion der hysterisch-nervösen Mutter und des beruflich erfolgreichen Vaters nicht sofort nach Hause, sondern irrt drei Tage lang auf der Suche nach menschlicher Nähe und einer Zukunftsperspektive durch Manhattan.
Von den drei Tagen nimmt die Schilderung des Samstags etwa die Hälfte des Buches ein. Es ist in 26 Kapitel gegliedert. Das Buch trägt die Widmung „Für meine Mutter“.

### Samstag
Für Holden Caulfield, Sohn eines wohlhabenden New Yorker Anwalts, der schon an drei Schulen gescheitert ist, sind zum Jahresende 1949 auch am Internat Pencey Prep in Agerstown, Pennsylvania, die Tage gezählt. Trotz eindringlicher Ermahnungen hat er in vier von fünf Fächern nicht den erforderlichen Leistungsstand erreicht. Obendrein unterläuft ihm kurz vor Weihnachten ein großer Fehler: Als Manager des Fecht-Teams lässt er vor dem Wettkampf in New York versehentlich die Ausrüstung der gesamten Mannschaft in der U-Bahn liegen, sodass die Austragung nicht stattfinden kann. Er glaubt deshalb, sich beim anschließenden American-Football-Spiel der Schule gegen den Erzrivalen Saxon Hall nicht blicken lassen zu können und beobachtet das Match nur aus der Ferne. Danach macht er einen Abschiedsbesuch bei seinem alten, grippekranken Geschichtslehrer Spencer, von dem er sich zu seinem Verdruss wohlmeinende Ermahnungen anhören muss.
Auf seiner Stube wird Holden vom unbeliebten und ungepflegten Zimmernachbarn Robert Ackley beim Lesen gestört. Dann trifft sein eitler Zimmergenosse Stradlater ein, der sich dreist Holdens beste Jacke ausleiht, weil er ein Rendezvous mit der attraktiven Jane Gallagher hat, was Holden in höchste Aufregung versetzt, da Jane auch Holdens heimlicher Schwarm ist. Nach dem Abendessen begibt sich Holden mit Ackley zum Flippern ins verschneite Agerstown, bevor er sich vor dem Schlafengehen endlich daran setzt, wie versprochen, Stradlaters Englisch-Hausaufgabe zu erledigen. Da Holden nichts zur Vorgabe Passendes einfällt, entscheidet er, die geforderte Beschreibung über den Baseballhandschuh seines geliebten jüngeren Bruders Allie zu schreiben, welcher mit kleinen Gedichten beschrieben ist. Allie starb drei Jahre zuvor an Leukämie.
Als Stradlater gegen 22:30 Uhr von seinem Rendezvous zurückkehrt und sich über das nach seiner Ansicht unbrauchbare Thema aufregt, zerreißt Holden den Aufsatz. Weil Stradlater ihm daraufhin nicht verraten will, ob er mit Jane intim geworden ist, wird Holden dermaßen von Eifersucht gepackt, dass er sich auf eine Schlägerei mit dem viel athletischeren und älteren Stradlater einlässt, bei der er sich eine blutige Nase holt.
Voller Verzweiflung und Empörung hat er zunächst vor, die Nacht im Bett von Ackleys abwesendem Zimmergenossen zu verbringen. Doch dann trifft er die Entscheidung, das Internat auf der Stelle zu verlassen. Anstatt seine Eltern in der New Yorker 71. Straße aufzusuchen, will er lieber die Zeit bis Mittwoch abwarten und sich so lange in einem billigen Hotel einquartieren, bis die Nachricht seiner Entlassung zu Hause eingetroffen ist und sich die Wogen etwas geglättet haben. Holden macht seine Schreibmaschine zu Geld und fährt noch in der gleichen Nacht nach Manhattan.
Im Zug trifft er auf die Mutter seines Mitschülers Ernest Morrow, wobei er sich unter falschem Namen einen Spaß daraus macht, den verhassten Jungen, der Mutter zuliebe, als sympathisch und von allen bewundert zu schildern. In New York eingetroffen, fragt sich Holden unschlüssig, wen er gegen Mitternacht noch anrufen könne. Die geliebte zehnjährige Schwester Phoebe dürfte längst schlafen. So checkt er im Edmont Hotel ein, einer heruntergekommenen Absteige für Sonderlinge, und telefoniert mit der ihm als Ex-Stripperin empfohlenen Faith Cavendish, die sich aber zu so später Stunde nicht mehr zu einem Cocktail überreden lassen will. Stattdessen gesellt er sich in der hoteleigenen Bar zu drei mäßig attraktiven Touristinnen, mit denen er ein wenig tanzt. Diese interessieren sich allerdings kaum für ihn, hören ihm gar nicht zu, sondern halten ständig Ausschau nach dem Filmstar Peter Lorre, den sie eine Nacht zuvor in der Bar gesehen haben wollen.

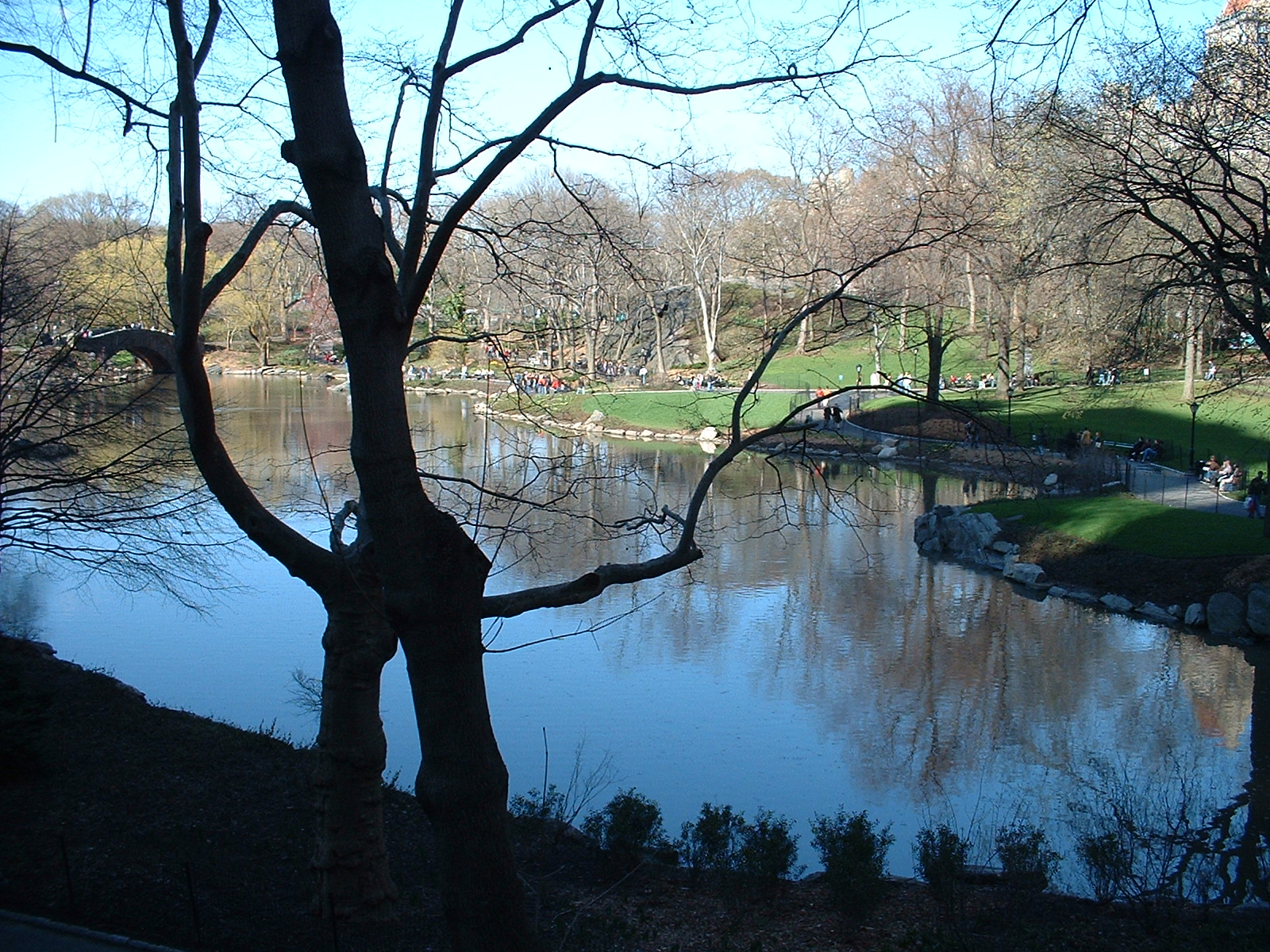
Der Teich im Central Park

Noch immer in Gedanken an Jane Gallagher, mit der er einst öfter ins Kino gegangen ist und regelmäßig Golf und Dame gespielt hat, fährt Holden nach Greenwich. Unterwegs bringt er – wie schon auf dem Weg zum Hotel – den Taxifahrer unbeabsichtigt in Rage, indem er ihm wiederholt seine Lieblingsfrage stellt: wo die Enten aus dem Central Park im Winter bleiben.
Im vollbesetzten Nachtclub des Pianisten Ernie begegnet er Lillian Simmons, einer Ex-Freundin seines älteren Bruders D. B., der nach seinem Militärdienst im Zweiten Weltkrieg als Drehbuchautor in Hollywood gelandet ist. Um ihr und ihrem Begleiter, einem zackigen Marineoffizier, zu entkommen, verlässt Holden den Club überstürzt und streift durch die Nacht zum Hotel zurück.
Dort lässt er sich von einem aufdringlichen Angebot des Liftboys Maurice überreden und bekommt die junge Prostituierte Sunny aufs Zimmer geschickt. Die Situation deprimiert ihn mehr, als dass sie ihn stimuliert. Anstatt mit ihr ins Bett zu gehen, versucht er daher, sie unter dem Vorwand, angeblich erst kürzlich eine „Operation am Klavichord“ gehabt zu haben, vom Sex abzulenken und als Gesprächspartnerin zu gewinnen. Da Sunny davon nichts wissen will, zahlt er ihr die mit Maurice vereinbarten fünf Dollar aus, doch sie verlangt das Doppelte. Holden lehnt ab und schickt sie davon. Er will sich gerade schlafen legen, als Sunny mit ihrem Zuhälter Maurice zurückkommt, der sich unsanft Zugang zu Holdens Zimmer verschafft und ihn tätlich bedroht. Während sich Sunny den angeblich noch ausstehenden Betrag aus seinem Portemonnaie nimmt, kann sich Holden eine Schimpfkanonade nicht verkneifen. Maurice verpasst ihm mehrere Boxhiebe und streckt ihn mit einem gezielten Schlag in den Magen zu Boden.

### Sonntag
Nach einem Bad legt er sich bis 10 Uhr kurz schlafen, verstaut seinen Koffer in einem Bahnhofsschließfach und geht Frühstücken. Er kommt mit zwei Nonnen ins Gespräch, denen er trotz knapper Kasse eine Spende von zehn Dollar gibt. Beim Spaziergang über den belebten Broadway fällt ihm ein kleiner Junge auf, der das Lied If a body catch a body coming through the rye singt. In einem Plattenladen kauft er die Platte Little Shirley Beans für seine kleine Schwester Phoebe. Er hält nach ihr im Central Park Ausschau, wo sie sonntags gerne Rollschuh läuft, jedoch vergeblich.

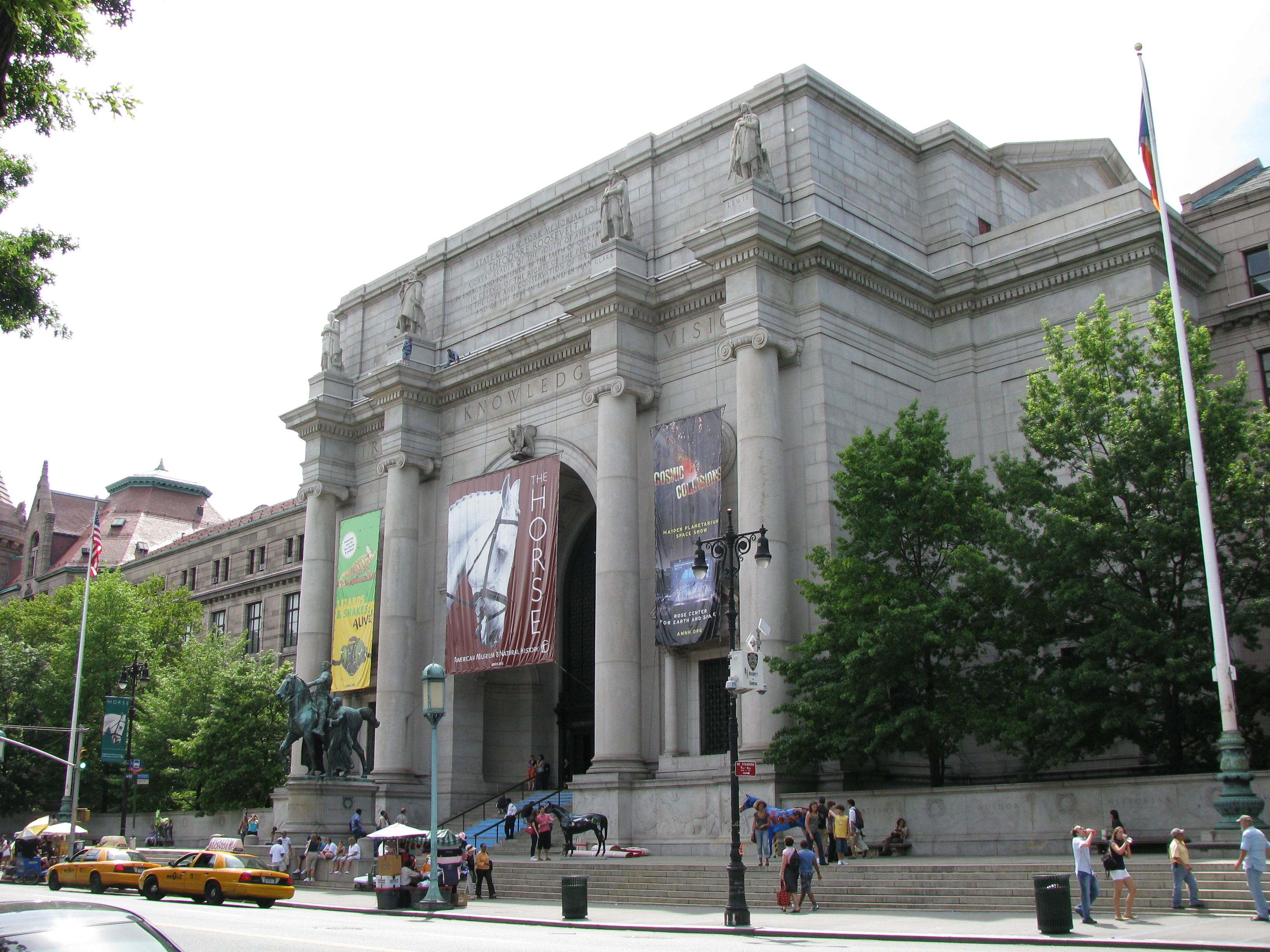
Haupteingang des Naturgeschichtlichen Museums

Nach einem Abstecher zum Museum of Natural History trifft er sich dann um 14 Uhr mit seiner Mitschülerin Sally Hayes zu einem Theaterbesuch. Eigentlich hält er nicht viel von ihr, doch sieht sie heute so blendend aus, dass er sich benimmt, als wäre er in sie verliebt. Seine Zuneigung schwindet bald, weil sie sich in den Theaterpausen mit einem Wichtigtuer unterhält und Holden das Gespräch kaum ertragen kann. Trotzdem geht er mit Sally noch zum Schlittschuhlaufen in die Radio City Music Hall, wo er ihr seinen Weltschmerz klagt. Er schlägt ihr vor, mit ihr im Auto nach Vermont und Massachusetts durchzubrennen, das Geld zu verprassen und einen Job zu suchen. Sally findet die Idee aber zu verrückt und reagiert verärgert, als Holden ihr deswegen Vorwürfe macht, sodass sich die beiden in Unfrieden trennen.
Vergeblich versucht er, Jane Gallagher ans Telefon zu bekommen. Stattdessen trifft er sich nach einem Kinobesuch um 22 Uhr mit seinem Ex-Mitschüler Carl Luce in der Wicker Bar. Mit seinen indiskreten Fragen nach dessen Sexualleben sorgt Holden für eine angespannte Atmosphäre, sodass Carl bald wieder geht. Holden betrinkt sich, bis er nach Mitternacht den Mut aufbringt, noch einmal bei Sally anzurufen. Sie bemerkt, dass er getrunken hat und beendet das Gespräch. Zudem hat er sein Geld, das eigentlich bis Mittwoch reichen sollte, bereits bis auf einen kleinen Rest ausgegeben. Ratlos, wo er die Nacht verbringen soll, begibt er sich zu dem Teich im Central Park, um hinter das Geheimnis der Enten zu kommen. Er setzt sich auf eine Bank und stellt sich seine eigene Beerdigung vor.
Schließlich steuert er sein Elternhaus an; er möchte endlich Phoebe sehen. Er schleicht sich in die Wohnung und weckt Phoebe, von der er erfährt, dass die Eltern auf eine Party gegangen und noch nicht zurück sind. Da Holden sich eigentlich erst für Mittwoch angesagt hat, durchschaut seine Schwester bald, dass ihr Bruder schon wieder von der Schule geflogen ist. Sie reagiert verstimmt. Sie fragt ihn eindringlich, ob es überhaupt irgendetwas gebe, das er wirklich möge oder gerne tue. Die Frage bringt Holden in Verlegenheit. Er denkt über Verschiedenes nach und findet keine Antwort. Schließlich erinnert er sich an das Kinderlied, das der kleine Junge am Broadway gesungen hat, und erzählt Phoebe, er stelle sich vor, dass Kinder in einem Roggenfeld, das an einer Klippe liegt, Fangen spielen; er würde gerne derjenige sein, der die Kinder vor dem Sturz in den Abgrund bewahrt, indem er sie vorher fängt. Das würde ihm gefallen.
Holden und Phoebe reden, tanzen und albern eine Weile miteinander herum. Holden telefoniert mit seinem alten Lehrer Mr. Antolini und darf zu später Stunde zu ihm kommen. Als die Eltern heimkommen, versteckt er sich vor ihnen im Kleiderschrank. Dann leiht er sich von seiner Schwester etwas Geld. Plötzlich muss er sehr weinen. Er sitzt lange weinend bei Phoebe auf ihrer Bettkante. Dann verschwindet er unbemerkt aus der Wohnung.

### Montag
Bei seinem ehemaligen Englischlehrer Antolini, der gerade seine letzten Partygäste verabschiedet hat, findet Holden noch zu vorgerückter Stunde freundliche Aufnahme. Antolini erkundigt sich sofort nach den Gründen für den abermaligen Schulverweis. Er warnt Holden davor, er laufe „schnurstracks auf einen Abgrund zu.“ Er preist die Vorzüge einer akademischen Ausbildung, zu der es, wie er meint, keine Alternative gebe. Geplagt von Kopfschmerzen und zunehmender Müdigkeit fühlt sich Holden von diesem Gespräch bald überfordert. Er darf auf der Gästecouch schlafen. Nach einiger Zeit wacht er plötzlich auf, weil Antolini vor der Couch auf dem Boden sitzt und ihm sanft über den Kopf streichelt. Holden wittert eine sexuelle Annäherung – „so was Perversiges“ war ihm „seit meiner Kindheit schon ungefähr zwanzigmal passiert“. Er verlässt überstürzt die Wohnung.
Den Rest der Nacht verbringt er im Wartesaal der Grand Central Station, bis er, deprimiert und übermüdet, gegen neun Uhr auf der vorweihnachtlichen Fifth Avenue ein Café zum Frühstück ansteuert. Er bemerkt, dass seine Nerven mittlerweile so gereizt sind, dass bereits das Überqueren einer Straße panische Angst in ihm auslöst. In dieser Situation fällt er die Entscheidung, nie mehr nach Hause oder auf eine Schule zu gehen. Er will in Richtung Westen trampen, um sich dort als Tankwart durchzuschlagen. Er will vorgeben, taubstumm zu sein, damit er keine dummen Gespräche mehr führen muss.
Um sich von Phoebe verabschieden zu können, lässt er ihr über das Schulsekretariat eine Nachricht zukommen, sich um die Mittagszeit am Museum of art zu treffen. Zu Holdens Entsetzen kreuzt sie mit einem gepackten Koffer auf, weil sie ihn unbedingt auf seiner Reise nach Westen begleiten will. Da er das strikt ablehnt, fängt sie an zu weinen und straft ihn mit Schweigen. Sie folgt ihm aber auf seinem Weg zum Zoo, statt zur Schule zurückzugehen. An ihrem Lieblingskarussell beruhigt sich Phoebe dann endlich, weil Holden seine Auswanderungspläne aufgibt und ihr verspricht, noch am selben Tag nach Hause zu kommen. Es beginnt in Strömen zu regnen. Phoebe setzt Holden seine Jagdmütze auf, das Karussell spielt Smoke Gets in Your Eyes. Holden schaut zu, wie sich seine kleine Schwester auf einem abgeschabten, alten Pferd immer im Kreis bewegt. Er wird bis auf die Haut durchnässt, ist aber „verflucht glücklich“.
Aus einer kurzen Schlusssequenz geht hervor, dass Holden nach Hause kommt, dann krank wird. Er geht zu einem Psychoanalytiker. Holden weiß nicht, was er von den vergangenen Ereignissen halten soll und ist sich unklar über seine Zukunft. Mit der Erzählung möchte er aufhören.

## Analyse
Der Fänger im Roggen lässt sich auf verschiedenen Ebenen interpretieren. Oft wurde vor allem die Sozialkritik betont, die Salinger seine Hauptfigur Holden Caulfield an der verlogenen amerikanischen Gesellschaft der 1940er und 1950er Jahre und den negativen Seiten des „American Way of Life“ üben lässt.
Andere Kritiker und Wissenschaftler haben den Roman vor allem auf einer moralischen Ebene interpretiert und sich dabei auf die Analyse der teils metaphorisch geäußerten Gefühle und Überzeugungen des Protagonisten konzentriert.
Einen dritten Interpretationsansatz bietet der psychologische Aspekt des Heranwachsens und Erwachsenwerdens, der sich vor allem in der inneren Wandlung Holden Caulfields manifestiert.
Eine weitere Lesart des Romans wurde, besonders an US-amerikanischen Universitäten, im Rahmen der interdisziplinären Gender Studies/Queer-Theorie entwickelt. Sie stellt den Konflikt mit den gesellschaftlichen Sexualnormierungen und die Unsicherheit über die eigene geschlechtliche (Nicht-)Identität in den Mittelpunkt, hinterfragt kritisch das Unbehagen des Ich-Erzählers hinsichtlich seiner Sexualität (engl. gender trouble) und versucht auch die Reaktion einer empörten oder verunsicherten Leserschaft, sowohl in den 1950er Jahren wie auch heute, mit einzubeziehen.

### Against everything phony: Moralischer Anspruch und Gesellschaftskritik
Der sechzehnjährige Holden verabscheut alles, was er für „phony“ oder „corny“ („verlogen“ oder „affektiert“) hält, darunter vor allem die unnatürliche Falschheit der gesamten Erwachsenenwelt. Aber auch seine Freundin Sally Hayes zählt er dazu, wenn sie sich wie eine Erwachsene aufspielt. Als positiv empfindet er nur diejenigen, die sich nett, verständnis- und mitleidvoll verhalten, also keine phonies sind. Dazu gehören Holdens toter Bruder Allie, seine Schwester Phoebe, sein ehemaliger Englischlehrer Mr. Antolini, seine Freundin Jane Gallagher, zwei Nonnen, denen er zufällig begegnet, und Ernest Morrows Mutter, die er während einer Zugfahrt kennenlernt.
Der ambivalente Charakter Holdens zeigt sich auch in seiner Stellung gegenüber Geld und Besitz. So ist ihm selbst Reichtum zwar nicht wichtig, andererseits urteilt er häufig abschätzig über Menschen, denen er ihre geringen finanziellen Möglichkeiten ansieht, da er sich gegenüber diesen ungerechtfertigt überlegen sieht. So hat ein ehemaliger Zimmergenosse die hochwertigen Reisekoffer Holdens bewusst als „Statussymbol“ im gemeinsamen Zimmer drapiert. Daraufhin hat er sich im Internat ein Zimmer mit dem für ihn eigentlich unausstehlichen phony Stradlater geteilt, dessen Kleider und Koffer ähnlich edel aussehen wie seine eigenen. Außerdem zeigt sich der scheinbar paradoxe Charakter Holdens in Zitaten wie: „I’m quite illiterate, but I read a lot.“ („Ich bin ziemlich ungebildet, aber ich lese viel.“)
Die Charakterisierung Holdens findet vorwiegend über seine Haltung zu bestimmten, sich kontrastierenden Nebenfigur-Paaren statt. Seinen Geschichtslehrer Mr. Spencer, der ihm einen besonders misslungenen Aufsatz noch einmal genüsslich vorliest, verurteilt er moralisch, während er seinen Englischlehrer Mr. Antolini, der ihm gegenüber äußerst mitfühlend auftritt, als positiv charakterisiert. Ähnliches gilt für ein anderes Paar: Holdens Jugendschwarm Jane Gallagher und seine jetzige Freundin Sally Hayes. Jane, die zwar als nicht allzu hübsch beschrieben wird, hat in den Augen Holdens einen ausgezeichneten Charakter und wird stets mit positiven Erinnerungen in Verbindung gebracht. Daher gerät Holden sehr außer sich, als Stradlater sein Date mit ebendieser Jane erwähnt. Sally jedoch, die auffallend gut aussieht, beschreibt Holden überwiegend negativ. Er ist von ihr schließlich dermaßen genervt, dass er ihr an den Kopf wirft: „You give me a royal pain in the ass, if you want to know the truth“.
Ein weiteres Gegensatzpaar bilden Holdens Brüder D. B. und Allie. Der ältere D. B. ist ein erfolgreicher Schriftsteller in Hollywood, den Holden zwar für sein Können als Autor bewundert, aber auch dafür kritisiert, dass er sich in Hollywood „prostituiert“. Der jüngste Bruder Allie hingegen, der zum Zeitpunkt der Handlung bereits tot ist, wird als nahezu perfekter Mensch beschrieben, der nie „mad at anyone“, sondern immer nett, freundlich und mitfühlend zu jedem gewesen sei. So sagt Holden auch über ihn, dass Allie der Mensch war, den er am meisten gemocht hatte.
Auch dass sich Holden fragt, wohin eigentlich die Enten des Teichs im Central Park gehen, wenn das dortige Wasser im Winter zufriert, ist ein Indiz dafür, welch große Bedeutung Holden der Mitleidsfähigkeit beimisst. Jene Frage, eines der Leitmotive des Romans, lässt Holden nicht mehr los: Er stellt sie nicht nur zwei Taxifahrern, er macht sich sogar mitten in der Nacht und in betrunkenem Zustand selbst auf die Suche nach den Enten. Er kann sie allerdings nicht finden, kann bei ihnen seine Rolle als „Fänger im Roggen“, der die Gefährdeten beschützen möchte, nicht wahrnehmen.

### Der psychologische Aspekt: Holdens innerer Wandel vom Kind zum Erwachsenen
Ein anderer Interpretationsansatz bezieht sich auf den inneren Wandel, den Holden im Verlauf des Romans durchmacht. Er entwickelt sich vom pubertären Jugendlichen in Richtung eines Lebens als Erwachsener. Der Roman hatte Erfolg bei seinen jugendlichen Lesern, die sich mit dem jungen Hauptcharakter leicht identifizieren konnten und können.
Salinger benutzte für Holden eine mit teils recht vulgärem Slang durchsetzte Jugendsprache. Das Buch enthält in der Originalausgabe an 255 Stellen den Begriff „goddam“, an 6 Stellen „fuck you“ und wurde prompt in einigen angelsächsischen Ländern zunächst verboten.
Auf den Aspekt des Erwachsenwerdens bezieht sich auch der Titel des Buches, der eine Zeile aus dem Gedicht Comin’ Thro’ the Rye von Robert Burns zitiert: „When/If a body meet a body coming through the rye“ („Trifft ein Jemand einen Jemand, der durch den Roggen gelaufen kommt“). In Holdens Erinnerung wird das „meet“ (treffen) zu „catch“ (fangen). Burns’ Liebesgedicht, dessen Inhalt recht frivol ist, wird von Holden falsch interpretiert, denn er leitet daraus die Vorstellung von spielenden Kindern in einem Roggenfeld ab, die er vor dem Sturz von einer angrenzenden Klippe und damit vor dem Verlust ihrer Unschuld und dem Absturz ins Erwachsenwerden bewahren müsse.
Seine Abneigung gegen die Gesellschaft dokumentiert Holden unter anderem durch seine (leitmotivisch von Salinger immer wieder erwähnte) rote Jagdmütze, die er sich bewusst falsch herum aufsetzt, um sich von der Welt der phonies abzugrenzen. Einen weiteren Beweis für seine Außenseiterrolle liefert seine wiederkehrende Phantasie von einer einsamen Hütte, in der er wie ein Einsiedler allein leben möchte, getarnt als Taubstummer, damit er von niemandem belästigt werde und sich von allem Verlogenen trennen könne: „Es wäre mein Gesetz, daß niemand, der mich besuchte, etwas Verlogenes tun dürfte. Falls jemand etwas Verlogenes tun wollte, könnte er nicht bei mir bleiben“.
Der Wandel geschieht erst auf den letzten Seiten des Romans, als Holden tatsächlich einen eigenständigen Entschluss fasst, nämlich aus New York zu fliehen und seine Phantasie vom Leben als Taubstummer in einer einsamen Hütte zu verwirklichen. Seine kleine Schwester durchkreuzt allerdings seinen Plan, denn sie will mitkommen. Indem er daraufhin seine Vorhaben aufgibt, übernimmt er Verantwortung, denn ihm wird bewusst, dass er Phoebe nicht allein lassen darf. Er spürt, dass er weiter für sie da sein muss – aber nicht wie bisher, als er sie als Fänger im Roggen bewachen und vor der „perversen“ Erwachsenenwelt behüten wollte, sondern, im Gegenteil, indem er ihr die Freiheit lässt, ihren eigenen Weg zu finden, ihr eigenes Glück zu machen und dabei auch ruhig einmal auf die Nase zu fallen: „Die Kinder [auf dem Karussell] versuchten alle den goldenen Ring zu erwischen, auch Phoebe, und ich hatte manchmal Angst, daß sie von dem blöden Pferd fallen würde, aber ich sagte nichts und unternahm nichts. Wenn die Kinder den goldenen Ring erwischen wollen, muß man es sie versuchen lassen und nichts sagen. Wenn sie herunterfallen, dann fallen sie eben in Gottes Namen, aber man darf nichts zu ihnen sagen.“
Um Holden gegen den einsetzenden Regen zu schützen, setzt ihm Phoebe seine rote Jagdmütze auf, jedoch nicht mit dem Schild im Nacken, wie Holden es bisher immer tat, sondern richtig herum: ein Zeichen dafür, dass Holden die Normalität akzeptieren muss und von seiner kleinen Schwester gleichsam zum Erwachsenen gemacht wird. Er überwindet seine Depressionen, will im September wieder zur Schule gehen und ist zum ersten Mal richtig glücklich.

## Rezeption
The Catcher in the Rye erschien nach der Fertigstellung des Manuskriptes Ende 1950 erstmals am 16. Juli 1951. 1953 kam die Taschenbuchausgabe bei Signet heraus. Bis 1961 wurde der Roman in den USA 1,5 Millionen Mal verkauft, im gesamten englischsprachigen Raum bis 1965 sogar 5 Millionen Mal, bis 1975 mehr als 9 Millionen Mal. Die weltweite Auflage im Zeitraum bis Anfang der 1960er Jahre dürfte sich höchst wahrscheinlich auf mehr als zehn Millionen belaufen haben. Der Roman wurde mittlerweile in mehr als dreißig Sprachen übersetzt und bis heute mehr als 60 Millionen Mal verkauft.
In den USA gehörte das Buch von 1961 bis 1982 zu den am meisten zensierten Büchern in Bibliotheken und Schulen. Auch danach zählte es in den USA bis 2009 noch zu den Büchern, zu denen die meisten Anträge auf Entfernung aus Bibliotheken und Schulen kamen. Gleichzeitig wird das Buch jedoch sehr häufig in Schulen behandelt.
An 277 englischsprachigen Colleges und Universitäten wurde der Roman als „required or supplementary reading“ (dt. „Pflicht- oder Ergänzungslektüre“) in den Literaturkanon aufgenommen; eine Befragung der Englischlehrer Kaliforniens 1962 ergab, dass The Catcher in the Rye von allen Befragten einhellig als „moderner Klassiker“ („modern classic“) eingestuft und an die Spitze der seit 1941 erschienenen Romane gestellt wurde.
William Faulkner bezeichnete Salingers Roman als „the best one … of this present generation of writing“ (dt. etwa: „der Beste aus dieser zeitgenössischen Generation von Schriftstellern“) und stellte fest: „[T]his one expresses so completely what I have tried to say.“ (dt. etwa: „Dieser [Roman] drückt so vollständig das aus, was ich zu sagen versucht habe.“). In Deutschland lobten vor allem Hermann Hesse und Heinrich Böll den Roman Salingers.
Die offene Sprache und freimütige Gesellschaftskritik des Protagonisten rief anfangs „die Prüden und Kommunistenjäger auf den Plan“ und „beschwor manchen Skandal herauf“. Für einen überwiegend jugendlichen Leserkreis wurde der rebellische Holden Caulfield „zum Repräsentanten der Sorgen und Sehnsüchte einer ganzen Nation“. So wurde Salinger in kurzer Zeit zu einem Autor, mit dem sich nahezu jeder namhafte Kritiker auseinandersetzen musste. Später sprachen einige amerikanische Literaturkritiker zum Teil auch missbilligend von einer „Salinger Industry“ und rügten, „im Falle Salinger sei mit kritischen Kanonen auf einen literarischen Spatzen geschossen worden.“
Auch in der DDR fand das Buch Verbreitung und Anklang. So schrieb Günther Cwojdrak 1965, es handele sich um eine „großartig realistische Parabel“ von einem Jungen, den seine geldgierige, herzlos-kalte Gesellschaft anwidere. Im Sinne der Staatsdoktrin äußerte er: „Dieses Buch und seine Wirkung heißen uns hoffen.“ Eine wichtige Rolle spielt das Buch in der Erzählung Die neuen Leiden des jungen W. von Ulrich Plenzdorf als häufig erwähnte und zitierte Lieblingslektüre der Hauptperson der Geschichte, Edgar Wibeau.
Heute hat sich der Fänger als Long-Seller mit jährlich einer Viertelmillion Exemplaren etabliert. In zahllosen Werken der Literatur und Popkultur wird Bezug darauf genommen. Am bekanntesten ist aber vermutlich die Bezugnahme Mark David Chapmans, des Mörders John Lennons, auf The Catcher in the Rye. Er trug das Buch am Tag der Tat bei sich und gab an, sich mit Holden Caulfield zu identifizieren.

## Übersetzung
Die ursprüngliche erste deutsche Übersetzung wird häufig Heinrich Böll zugeschrieben. Dies ist jedoch nur zum Teil korrekt, da bald nach Erscheinen des Buches in den USA (1951) das Buch von der Schweizerin Irene Muehlon übersetzt wurde und unter dem Titel Der Mann im Roggen erschien. Allerdings geschah dies nicht anhand der amerikanischen Originalversion, sondern auf Basis einer bereits überarbeiteten englischen Variante. Zudem wurde die jugendliche Sprache nicht in der Form übernommen und ganze Textpassagen vollständig gestrichen. 1962 wurde diese deutsche Übersetzung von Heinrich Böll neu durchgesehen und bearbeitet, nachdem der Verlag Kiepenheuer & Witsch im Jahr 1956 die Rechte gekauft hatte. Der Verlag nutzte als Vorlage seiner Arbeit die Penguin-Ausgabe. In dieser Ausgabe hatten die Lektoren des britischen Verlages bereits mehr als 800 Änderungen am Text vorgenommen. Tatsächlich besorgte Böll die Durchsicht gemeinsam mit seiner Ehefrau Annemarie Böll, sie findet allerdings im Buch keine Erwähnung.
In der DDR gab der Verlag Volk und Welt 1965 eine Lizenzausgabe der Kiepenheuer & Witsch-Ausgabe heraus, illustriert von Werner Klemke und versehen mit einem Nachwort von Erwin Pracht. Folgeauflagen erschienen 1969 bis 1985. Als Taschenbuch erschien diese Ausgabe im Verlag Philipp Reclam jun. Leipzig (Band 498), 1988 dann in einer 3., veränderten Auflage.
Im Jahr 2003 übersetzte Eike Schönfeld den englischen Originaltext neu. Der Unterschied zwischen den beiden alten und der neuen Übersetzung ist die Orientierung an grundsätzlich verschiedenen Stilformen: Während erstere der gängigen Literatursprache treu blieben, arbeitete Schönfeld viele Elemente einer modernen Umgangssprache in seinen Text ein, als beabsichtigte Gratwanderung zwischen der Treue zum Original und der Lesbarkeit im Deutschen.

## Zitat
„Ich sehe Holdens Sprache gar nicht so sehr als Jugendsprache, eher als eine ziemlich heftige Umgangssprache. Deshalb und auch, um das Buch nicht allzu ,neu‘ klingen zu lassen, habe ich neueren Jugendslang (‚voll geil‘ usw.) bewusst vermieden.“

## Versuche der Adaption
Trotz vieler Versuche kam es bisher zu keinerlei Verfilmungen, Fortsetzungen oder Adaptionen von Der Fänger im Roggen.
Bald nach der Veröffentlichung versuchten bekannte Filmemacher wie Samuel Goldwyn und Billy Wilder, an die Filmrechte zu kommen. Salinger erklärte Goldwyn, dass eine Verfilmung höchstens in Frage komme, wenn er selbst in der Hauptrolle spiele. Billy Wilder erinnerte sich in den Gesprächen mit Cameron Crowe, wie er unbedingt einen Film daraus machen wollte. „Und dann kam eines Tages ein junger Mann in das Büro von Leland Hayward, meinem New Yorker Agenten, und sagte: Sagen Sie bitte Mr. Leland Hayward, er solle gefeuert werden. Er ist sehr, sehr unsensibel. Und er ging fort. Das war seine ganze Ansprache. Ich habe ihn nie gesehen. Das war J. D. Salinger, und das war Der Fänger im Roggen.“
Elia Kazan wurde 1961 verwehrt, den Roman für das Theater zu adaptieren. In jüngerer Vergangenheit versuchten Steven Spielberg und Harvey Weinstein vergeblich, die Filmrechte zu bekommen.
Als Grund für die Abneigung Salingers gegen die Verwertung des Stoffs gilt My Foolish Heart von 1949, die Verfilmung seiner Kurzgeschichte Uncle Wiggely in Connecticut: Der mit Dana Andrews und Susan Hayward in den Hauptrollen gedrehte Film wich erheblich von Salingers Vorlagen und Intentionen ab und ließ ihn daher unzufrieden zurück.
Am 2. Juli 2009 verhinderte Salinger gerichtlich die Publikation einer Fortsetzung des Buches unter dem Titel 60 Years Later: Coming Through The Rye aus der Feder des schwedischen Schriftstellers und Verlegers Fredrik Colting, gegen den Salinger den Vorwurf des Plagiats erhob. Coltings Buch sollte vom alten Holden Caulfield in der heutigen Zeit handeln.
Auch nach Salingers Tod im Jahre 2010 kam es bisher zu keiner Adaption oder Fortsetzung. Ein Brief Salingers von 1957 lässt allerdings darauf schließen, dass er eine Verfilmung nach seinem Tod für denkbar hielt, wenn seine Familie in finanzielle Not geraten sollte. Das Buch sei also eine Art Lebensversicherung für seine Angehörigen.

## Ausgaben
- Amerikanischer Vorabdruck: I'm Crazy. Ein Kapitel in Collier’s Weekly, Dezember 1945.[28]
- Amerikanischer Vorabdruck: Ein Kapitel in The New Yorker, Juli 1951.[28]
- Amerikanische Originalausgabe: The Catcher in the Rye. Little, Brown and Company, Boston 1951.
  - Importausgabe: The Catcher in the Rye. Verlag Hans Heinrich Petersen Buchimport, Hamburg 1991, ISBN 3-88389-022-7.
- Deutsche Erstausgabe: Der Mann im Roggen. Roman. Aus dem amerikanischen Englisch übersetzt von Irene Muehlon. Diana Verlag[29], Zürich 1954, DNB 454260423
- Überarbeitete Fassung: Der Fänger im Roggen. Nach der Übersetzung von Irene Muehlon neu durchgesehen und bearbeitet von Heinrich Böll. Kiepenheuer & Witsch, Köln 1962, DNB 454260431
  - Taschenbuchausgabe: Der Fänger im Roggen. (= ro-ro-ro-Taschenbuch, Nr. 851). Rowohlt, Reinbek bei Hamburg 1966.
- Neuübersetzung: Der Fänger im Roggen. Aus dem amerikanischen Englisch übersetzt von Eike Schönfeld. Kiepenheuer & Witsch, Köln 1962 und 2003, ISBN 3-462-03218-6.
  - Taschenbuchausgabe: Der Fänger im Roggen. (= ro-ro-ro-Taschenbuch, Nr. 23539).Rowohlt, Reinbek bei Hamburg 2004, ISBN 3-499-23539-0.